# Compsophorus triangulifer
Compsophorus triangulifer är en stekelart som först beskrevs av Morley 1919.  Compsophorus triangulifer ingår i släktet Compsophorus och familjen brokparasitsteklar. Utöver nominatformen finns också underarten C. t. congicus.